# Caffarel (Schokolade)
Caffarel ist ein bedeutender Schokoladenhersteller in Luserna San Giovanni. Das 1826 gegründete Unternehmen ist bekannt für seine 1865 entwickelten „Gianduiotti“, einem dunklen Nougat in Form eines dreieckigen Schiffchen. Die verschiedenen Produkte werden in über 40 Ländern vertrieben, das Sortiment reicht dabei von Pralinen über Tafeln bis hin zu verschiedenen italienischen Spezialitäten. 1998 wurde Caffarel von Lindt & Sprüngli aufgekauft. Anfang 2022 wurde Caffarel mit der Lindt & Sprüngli SPA, einem italienischen Tochterunternehmen von Lindt & Sprüngli, zusammengelegt. Dabei wurde der Name Caffarel beibehalten.

## Weblink
- Offizielle Webpräsenz